# Wölanburg
Die Wölanburg, auch Erdburg oder Wölanberg genannt, ist eine abgegangene Wallburg in ostwestfälischen Stadt Harsewinkel im Kreis Gütersloh in Nordrhein-Westfalen.

## Lage
Die rechteckige Burg umfasste eine Fläche von vier Morgen und lag südlich des Wigbolds Harsewinkel. Ausgehend vom dortigen Richterhof Meier Overesch erstreckte sie sich zungenförmig um etwa 1 Kilometer nach Südwesten. Im Norden und Westen ist die Dünenlandschaft durch den Abrocksbach, im Süden durch die Niederungen der Ems, im Osten durch die Lutter begrenzt.

## Geschichte
Die Entstehung der Burg wurde in das 9. Jahrhundert datiert. Erst im Güterverzeichnis des Klosters Marienfeld von 1198 wird sie als Erthburg verzeichnet.
Umfangreiche Ausgrabungen im Jahr 1954 durch Anton Dom konnten die Existenz der Burg nachweisen. 1957 wurden die letzten Wälle der Burg abgetragen.